# 28618 Scibelli
28618 Scibelli è un asteroide della fascia principale. Scoperto nel 2000, presenta un'orbita caratterizzata da un semiasse maggiore pari a 2,2873524 UA e da un'eccentricità di 0,0969473, inclinata di 7,67136° rispetto all'eclittica.